# Dixon, Iowa
Dixon är en ort i Scott County i delstaten Iowa, USA.